# Toller Cranston
Toller Cranston, né le 20 avril 1949 à Hamilton et mort le 24 janvier 2015 à San Miguel de Allende (Mexique), est un patineur artistique canadien. Il est notamment médaillé de bronze aux Jeux olympiques d'hiver de 1976.

## Biographie

### Carrière sportive
Toller Cranston devient populaire au Canada en 1970 quand il termine au deuxième rang des championnats nationaux. Il est ensuite champion du Canada six fois consécutives de 1971 à 1976. Ses meilleurs résultats au niveau international sont des médailles de bronze obtenues aux Championnats du monde de 1974 et aux Jeux olympiques d'hiver de 1976. Cranston est professionnel et présente des spectacles dès l'âge de 27 ans. Il reçoit plusieurs distinctions honorifiques canadiennes pour sa carrière.
Il illustre le livre de l'ancienne ballerine Veronica Tennant publié en 1985 The Nutcracker basé sur une histoire de E.T. A. Hoffmann.
En 2000, il déclare dans son autobiographie avoir eu une brève relation avec Ondrej Nepela aux Championnats du monde de 1973.
Après sa retraite, il vit à San Miguel de Allende au Mexique où il pratique la peinture. Il décède le 24 janvier 2015.

## Palmarès
| Compétitions principales        | 1968    | 1969    | 1970    | 1971    | 1972    | 1973    | 1974    | 1975    | 1976    |  |  |  |  |  |
| Jeux olympiques d'hiver         |         |         |         |         | 9e      |         |         |         | 3e      |  |  |  |  |  |
| Championnats du monde           |         |         | 13e     | 11e     | 5e      | 5e      | 3e      | 4e      | 4e      |  |  |  |  |  |
| Championnats d’Amérique du Nord |         | 6e      |         | 2e      |         |         |         |         |         |  |  |  |  |  |
| Championnats du Canada          | 4e      | 3e      | 2e      | 1er     | 1er     | 1er     | 1er     | 1er     | 1er     |  |  |  |  |  |
|                                 |         |         |         |         |         |         |         |         |         |  |  |  |  |  |
| Autre Compétition               | 1967/68 | 1968/69 | 1969/70 | 1970/71 | 1971/72 | 1972/73 | 1973/74 | 1974/75 | 1975/76 |  |  |  |  |  |
| Skate Canada                    |         |         |         |         |         |         | 1er     |         | 1er     |  |  |  |  |  |
|                                 |         |         |         |         |         |         |         |         |         |  |  |  |  |  |